# Kierzki (Wrzelowiec)
Kierzki – część wsi Wrzelowiec w Polsce, położona w województwie lubelskim, w powiecie opolskim, w gminie Opole Lubelskie.
W latach 1975–1998 Kierzki administracyjnie należały do ówczesnego województwa lubelskiego.
Kierzki stanowią odrębne sołectwo 'w gminie Opole Lubelskie. 